# Pentóxido de arsênio
As2O5, anidrido arsênico, obtém-se por oxidação do trióxido de arsênio ou por desidratação do ácido arsênico. É um pó branco, muito venenoso, que se dissolve lentamente em água, transformando-se em ácido arsênico. Utiliza-se na preparação do ácido arsênico, como oxidante, etc.